# PMDA
Die PMDA (jap. (独立行政法人)医薬品医療機器総合機構, (dokuritsu gyōsei hōjin) iyakuhin iryōkiki sōgō kikō; englisch: Pharmaceuticals and Medical Devices Agency, abgekürzt PMDA) ist die japanische Behörde für Arzneimittel und Medizinprodukte. Sie arbeitet mit dem japanischen Ministerium für Gesundheit, Arbeit und Soziales (MHLW) zusammen. Die PMDA ist tätig in Bereichen der Zulassung (wissenschaftliche Beurteilung von Zulassungsanträgen für Arzneimittel und Medizinprodukte), der Überwachung von Arzneimittel- und Medizinprodukteherstellern (gute Herstellpraxis, gute Laborpraxis, Qualitätsmanagement), der Beratung zur Durchführung klinischer Studien sowie der Überwachung der Sicherheit von Arzneimitteln und Medizinprodukten nach Marktzulassung (Pharmakovigilanz, Vigilanzsystem). Außerdem unterhält die Agentur ein Hilfswerk für Patienten, die durch Arzneimittelnebenwirkungen oder andere ungewünschte Begleiterscheinungen einer Therapie mit Arzneimitteln oder Medizinprodukten geschädigt wurden.
Die Agentur wurde am 1. April 2004 aus einem Zusammenschluss des Pharmaceuticals and Medical Devices Evaluation Center of the National Institute of Health Sciences (PMDEC), der Organization for Pharmaceutical Safety and Research (OPSR/KIKO) und Teilen der Japan Association for the Advancement of Medical Equipment (JAAME) gegründet.

## Aufgaben
- Arzneimittel- und Medizinproduktprüfung:
  - Wissenschaftliche Überprüfung von Marktzulassungsanträgen basierenden auf dem japanischen Arzneimittelrecht
  - Beratung z. B. im Bereich klinischer Studien oder bei der Erstellung von Dossiers für das Zulassungsverfahren (New Drug Applications (NDA)-Dossier)
  - Inspektionen und Konformitätsbewertung zu Good Clinical Practice (GCP), Good Laboratory Practice (GLP) und Good Practice Systems and Programs (GPSP)
  - Audits bei Produzenten zu Good Manufacturing Practice (GMP) und Qualitätsmanagementsystem (QMS)
  - Freigabe nach Nachprüfung und Bewertung basierend auf dem Arzneimittelrecht.
- Arzneimittelsicherheit nach Marktzulassung:
  - Das Sammeln, die Auswertung und die Information von Qualitäts-, Wirksamkeits- und Sicherheitsdaten von Medikamenten und medizinischen Geräten.
  - Beratung der Konsumenten über zugelassene Produkte.
  - Hilfe und Anweisungen für die Zulassungsinhaber (Marketing Authorization Holders (MAH)), um Sicherheitsaspekte rund um die Produkte zu verbessern.
  - Forschung im Bereich der Entwicklung von Industriestandards
- Kompensation Geschädigter:
  - Auszahlung von anfallenden medizinischer Kosten, Pensionen bei Behinderungen oder Entschädigung von Familienangehörigen, welche durch medizinische Produkte entstanden sind.
  - Auszahlung von Gesundheitszuschüssen für Subakute-Myelo-Optico-Neuropathie-Patienten oder Beauftragung von Hilfsprogrammen für HIV-Kranke, welche durch Bluttransfusionen infiziert wurden.
  - Entschädigungszahlungen für Hepatitis-C-Infizierte aufgrund einer Fibrinogen-Behandlung bzw. einer Behandlung zur Blutgerinnung mit Faktor IX aufgrund einer Hepatitis-C-Virus-Verschmutzung.